# Prostituzione in Austria
La prostituzione in Austria è legale e regolamentata. La maggior parte delle lavoratrici del sesso è migrante, proveniente soprattutto dai paesi dell'ex blocco orientale. Secondo uno studio compiuto dall'associazione Onlus TAMPET, il 78% dei lavoratori del sesso in Austria è straniero.

## Leggi vigenti
| Anno          | Femmine | Maschi |
| ------------- | ------- | ------ |
| 1874          | 6424    |        |
| 1913          | 1879    |        |
| 1920          | 1387    |        |
| 1993          | 711     |        |
| 2003          | 460     | 14     |
| 2004          | 625     |        |
| 2006          | 1132    | 18     |
| Aprile 2007   | 1352    | 21     |
| Novembre 2008 | 1728    |        |
| 2011          | 2500    |        |
| 2012          | 2758    |        |
| 2013          | 3300    |        |
| Fine 2013     | 3390    | 67     |

La prostituzione in Austria viene regolamentata nel codice penale (Strafgesetzbuch) sotto la "Zehnter Abschnitt Strafbare Handlungen die gegen sexuelle Integrität und Selbstbestimmung" (Parte decima: Reati contro l'integrità sessuale e di auto-determinazione - §§ 201-220B).
Anche se il lavoro sessuale in sé non è vietato, la Sezione 207b intitolata "sexueller Missbrauch von Jugendlichen" (abuso sessuale dei minori) consente la criminalizzazione dei clienti di lavoratori di età inferiore ai 18 anni. Ulteriori limitazioni sono specificate nel § da 214 a 217. Gli esami medici sono richiesti dalle leggi concernenti l'AIDS e le MST (malattia sessualmente trasmissibile). le leggi degli Stati federati dell'Austria limitano ulteriormente i tempi e i luoghi in cui può verificarsi la prostituzione. La legge più restrittiva è quella del Vorarlberg, dove la prostituzione è legale solo all'interno di case di tolleranza autorizzate e ad oggi non sono state emesse licenze in tal senso.
La Corte Suprema d'Austria ("Gerichtshof"), emise nel 1989 la sentenza che dichiarava la prostituzione un sittenwidriger Vertrag ("contratto irragionevole"); di conseguenza, una prostituta non aveva possibilità di fare alcun ricorso legale contro un cliente che si fosse rifiutato di pagare (OGH 28 giugno 1989, 3 Ob 516/89).. Questa frase è stato rivista nel 2012 (OGH 18 Aprile 2012, 3 Ob 45 / 12g), spiegando che la prostituzione non può più essere generalmente considerato come irragionevole, perché gli atteggiamenti morali sono cambiati e la prostituzione è regolata dalle varie leggi locali. In particolare, le prostitute hanno ora il diritto legale di citare in giudizio per il pagamento pattuito.
Secondo il Strafgesetzbuch § 216, è vietato ricevere un reddito regolare dalla prostituzione di un'altra persona, cioè operare lo sfruttamento della prostituzione, in modo che una prostituta non possa essere legalmente considerata una dipendente di chichessia. Le prostitute sono considerate lavoratori autonomi e dal 1986 è stato richiesto loro di pagare regolarmente le tasse. L'Arbeits-und Sozialrechts-Änderungsgesetz (ASRÄG) del 1997 le ha inserite anche nelle assicurazioni sociali.

## Tratta di esseri umani
L'Austria è sia un paese di transito sia di destinazione per donne e bambini vittime del traffico di esseri umani provenienti dalla Romania, dalla Bulgaria, dall'Ungheria, dalla Moldavia, dalla Bielorussia, dall'Ucraina, dalla Slovacchia, dalla Nigeria e dall'Africa sub-sahariana a fini di sfruttamento sessuale commerciale. La maggior parte delle donne vittime della tratta è portata in Austria con promesse di posti di lavoro non qualificati, come bambinaie o cameriere. Invece all'arrivo le donne vengono spesso costrette a prostituirsi.

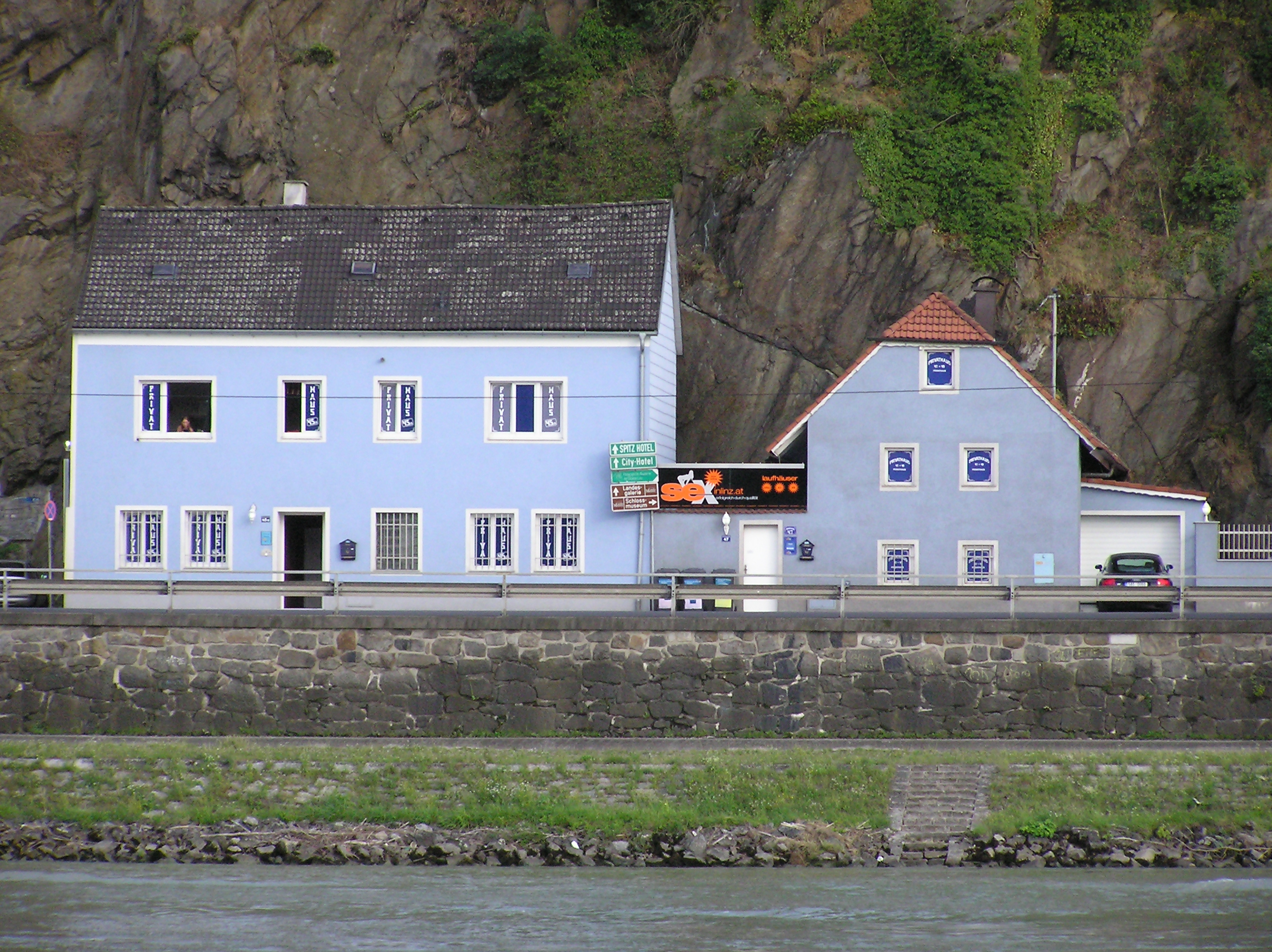
Un bordello a Linz.

| Nazione         | Percentuale 2011 | Percentuale 2013 |
| --------------- | ---------------- | ---------------- |
| Romania         | 29%              | 38%              |
| Ungheria        | 25%              | 26%              |
| Bulgaria        | 15%              | 10%              |
| Slovacchia      | 8%               | 6%               |
| Nigeria         | 7%               |                  |
| Repubblica Ceca | 6%               | 4%               |
| Cina            |                  | 3%               |
| Austria         | 4%               | 3%               |
| Altri           | 6%               |                  |